# La Buisse
La Buisse is een gemeente in het Franse departement Isère (regio Auvergne-Rhône-Alpes). De plaats maakt deel uit van het arrondissement Grenoble. La Buisse telde op 1 januari 2022 3.499 inwoners. 

## Geografie
De oppervlakte van La Buisse bedroeg op 1 januari 2022 11,53 vierkante kilometer; de bevolkingsdichtheid was toen 303,5 inwoners per km².

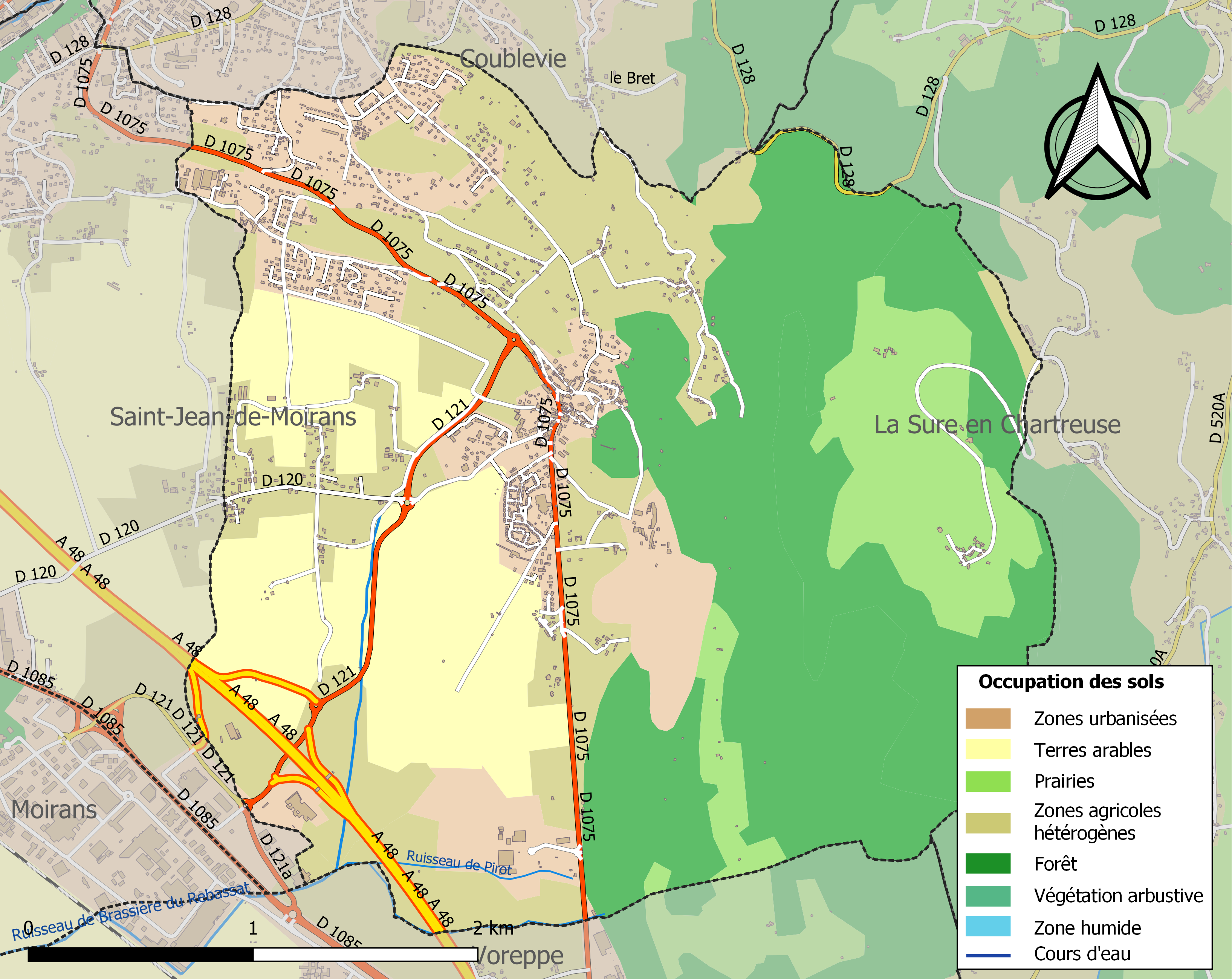
Kaart van de gemeente met de belangrijkste infrastructuur, bodemgebruik en omliggende gemeenten

## Demografie
Onderstaande figuur toont het verloop van het inwonertal (bron: INSEE-tellingen).